# Urolais
Genre
Urolais est un genre monotypique de passereaux de la famille des Cisticolidae. Il se trouve à l'état naturel au Cameroun, au Nigeria et dans l'île de Bioko.

## Liste des espèces
Selon la classification de référence du Congrès ornithologique international (version 8.1, 2018) :
- Urolais epichlorus (Reichenow, 1892) — Prinia verte, Apalis verte, Fauvette verte à longue queue, Fauvette-roitelet verte à longue queue
  - Urolais epichlorus cinderella Bates, 1928
  - Urolais epichlorus epichlorus (Reichenow, 1892)
  - Urolais epichlorus mariae Alexander, 1903